# Хибна урбанізація
Хибна урбанізація (псевдоурбанізація, несправжня урбанізація) — процес різкого збільшення міського населення, що не супроводжується поширенням міського способу життя і відповідними умовами проживання та благоустрою.
Внаслідок швидкого збільшення кількості населення корисні елементи міського середовища не можливо надати всім. Життя в місті повинно надавати своїм містянам доступні можливості на ринку праці, надання освіти, відпочинку, житла та умов безпечного існування, а також побутові послуги та зручне користування транспортною інфраструктурою міста. Але процес «хибної урбанізації»  гальмує організаційні можливості соціальної інфраструктури міста, створює проблеми в різних сферах життя містян. Це може відбиватися по-різному та охоплювати просторово різні класи суспільства (наприклад, створення дефіциту товарів, нестача бюджетного житла, міст у дитячих садках або школах).

## Історія
В минулому столітті демографічні процеси призвели до демографічного вибуху у світі. Показники народжуваності в сільській місцевості історично були вищими за показники народжуваності в містах. Тому стабільно високий рівень народжуваності у сільській місцевості викликав збільшення рівня безробіття та змусило мігрувати з села в міста. Також на початку ХХ століття почався етап механізації сільського господарства, внаслідок якого почалось скорочення числа робочих місць у сільській місцевості та пошук роботи у містах.
Внаслідок прискорення процесу урбанізації в середині ХХ століття у країнах, що розвиваються, стрімке збільшення кількості міських мешканців призвело до зменшення можливості надання послуг та рівня життя саме міського типу. Через це в містах з надмірною урбанізацією проявлялося явище «хибної урбанізації». Приріст міського населення сьогодні відбувається в основному за рахунок країн "третього світу". Також  сьогодні цей особливий етап урбанізаційних процесів є характерним явищем у деяких нових урбанізованих районах Азії. Люди в цих країнах їдуть до міст, прагнучи знайти більш оплачувану роботу, якусь життєву перспективу. Багатьом не вдається заробити грошей і вони через дешевизну житла поселяються на околиці міст, де зазвичай формуються поселення-нетрі, які не мають води, каналізації, електрики.  Найяскравішій прояв хибної урбанізації спостерігається біля Найробі в Кенії.

## Хибна урбанізація в Україні
В Україні є багато міст, які були створені за радянські часи, коли через надмірну концентрацією ресурсів держави, зокрема й людських, впроваджувались не завжди економічно виправдані великі промислові будівництва соціалізму.  Наслідком цього стало формування монофункціональних міст, тобто міст зі структурно однорідною промисловою орієнтацією економічного потенціалу. Бездумне освоєння простору особливо гостро давалося в повоєнні роки в Донбасі, де навколо великих промислових монстрів, на місці старих сіл і хуторів, виникали нові міста. Такі міста стали своєрідними символами нової забудови — як правило, без генеральних планів і врахування екологічних перспектив.   Характерними рисами моделі урбанізації Радянської України були "підпорядкованість урбанізації потребам індустріалізації, жорстке централізоване регулювання міського розвитку, падіння загальної культури і маргіналізація міського населення" .  Зростання концентрації міст і збільшення їх кількості не давало дієвих механізмів адаптації нових городян до міського середовища, головним було  матеріально-технічна, а не культурна основа міст. У таких містах справжнє міське середовище, сучасна «міська» інфраструктура повільно формувалась й досі продовжує формуватися.
Ознаки хибної урбанізації або так званої радянської «псевдоурбанізації», відмінні від псевдоурбанізації країн, що розвиваються, де вона зумовлена «виштовхуванням» населення з сільських районів через відносне їх аграрне перенаселення. Для України хибна урбанізація формувалась через планову індустріалізацію, а в подальшому з 90-х ХХ століття як засіб знайти роботу, або через кращі умови для працевлаштування ніж у селі. У період Перебудови значна кількість монопрофільних малих міст України унаслідок закриття міських нерентабельних підприємств утратили містоутворювальну базу, а особисте підсобне господарство містян стало для багатьох мешканців єдиним джерелом отримання доходу і продуктів харчування. Повернення до сільськогосподарської діяльності населення міст означало в перехідний період не стільки недостатню адаптацію вчорашніх селян до урбанізаційних процесів, скільки найдоступніший спосіб утримати певний життєвий рівень у скрутні часи. 
Сьогодні,  наслідки такої хибної урбанізації у сучасному ринковому середовищі мають великі соціальні негаразди: зростання безробіття, поява неорганізованого сегменту дрібних підприємств у сфері виробництва та торгівлі. Міське господарство, комунальні служби, транспортна інфраструктура не завжди справляються з різноманітними потребами міст, тому рівень  міською культури,  якість життя городян та комфорт міського середовища у багатьох містах України досі низький. За останні десятиріччя незалежності значна кількість малих та середніх міст в Україні тільки наближається до типових урбаністичних характеристик стосовно зайнятості населення, використання вільного часу, проведення відпусток, рівня використання міського благоустрою і комфорту.. В Україні хибна урбанізація в останні десятиліття існує в малих містах, особливо на сході та півдні країни.